# 령하역
령하역(嶺下驛)은 조선민주주의인민공화국 량강도 운흥군에 위치한 백두산청년선의 철도역이다. 길이 험준하여 사고가 많이 일어난다고 한다.